# Erna Gersinski
Erna Hedwig Gertrud Gersinski, geborene Jung (* 12. März 1896 in Velten; † 22. Januar 1964 in Hennigsdorf) war eine deutsche Widerstandskämpferin gegen den Nationalsozialismus.

## Leben
Die in Velten aufgewachsene Erna Jung ging mit 14 Jahren von der Volksschule in Velten ab und arbeitete zunächst als ungelernte Haushaltshilfe, später als Schlosserin bei der AEG. Hier schloss sie sich dem Deutschen Metallarbeiterverband (DMV) und der USPD an und wurde in den Gemeinderat von Velten gewählt. Danach wechselte sie 1920 zur KPD, heiratete Gustav Gersinski und fand eine Anstellung in der Veltener Ton- und Keramikindustrie. Nach der „Machtergreifung“ der Nationalsozialisten ging sie in den Untergrund und kam im April 1933 das erste Mal in Haft, aus der sie aber nach kurzer Zeit wieder entlassen wurde. Im September 1933 wurde sie wegen ihrer fortgesetzten politischen Tätigkeit erneut acht Tage im Konzentrationslager Oranienburg festgehalten und dort misshandelt. Im Oktober 1933 wurde sie zunächst entlassen, aber im April 1934 erneut verhaftet und ins Konzentrationslager Sonnenburg gebracht. Dort entließ man sie im September 1934.
Vom 22. August 1944 bis Februar 1945 war sie Häftling im Konzentrationslager Sachsenhausen, danach bis Kriegsende im Konzentrationslager Bergen-Belsen. Dort trug sie erhebliche gesundheitliche Schäden davon, die sie den Rest ihres Lebens begleiteten. Sie engagierte sich in der SED und im FDGB und war in den 1950er Jahren Stadträtin.

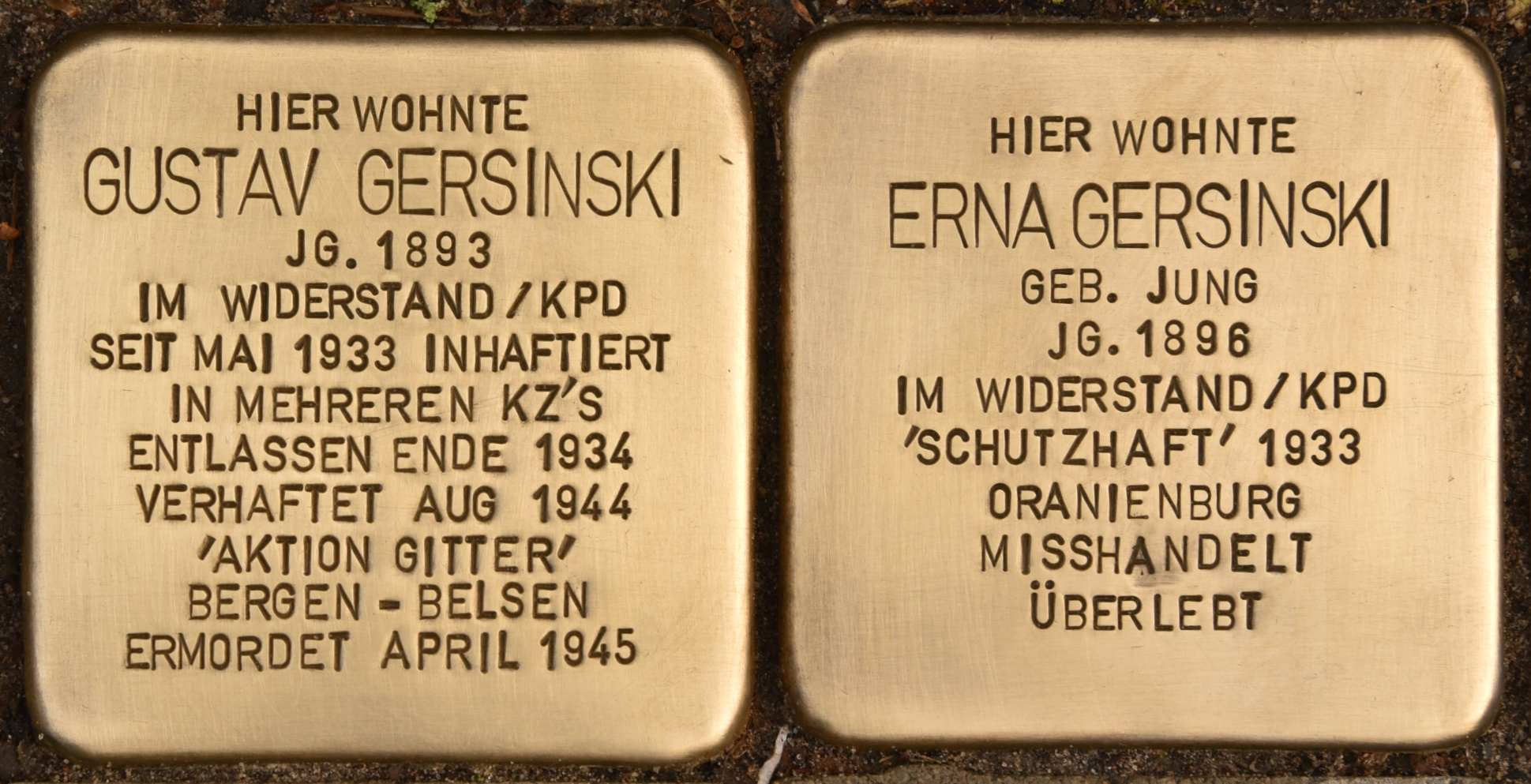
Stolpersteine für Gustav und Erna Gersinski

Am 20. Februar 2020 wurden vor ihrem ehemaligen Wohnhaus in der Wilhelmstraße 13 in Velten Stolpersteine für Erna und Gustav Gersinski verlegt.